# Círculo de Ajedrez de Villa Martelli

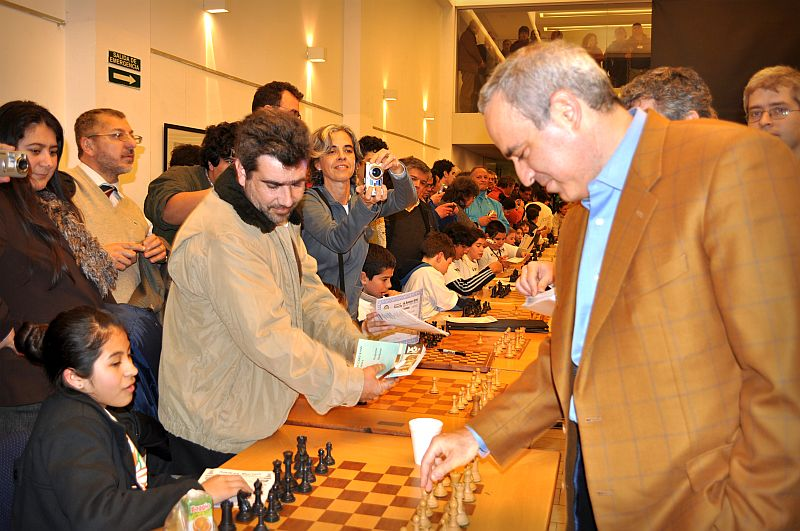
L'exCampió Mundial Garri Kaspàrov fent una exhibició de simultànies contra joves al Círculo de Ajedrez de Villa Martelli, el 2010.

El Círculo de Ajedrez de Villa Martelli (Cercle d'Escacs de Villa Martelli, en castellà, és un club d'escacs fundat l'any 1954, que es troba entre els més importants de l'Argentina. La seva seu es troba al barri de Villa Martelli, Partido de Vicente López, Província de Buenos Aires. Actualment és líder a Llatinoamèrica dins de la seva disciplina. Al seu edifici, un dels més grans del món entre els clubs d'escacs, s'hi organitzen esdeveniments nacionals i internacionals amb assiduïtat. Són socis de la institució nombrosos Grans Mestres. El club participa en la lliga nacional d'escacs argentina, havent aconseguit els Campionats superiors dels anys 2006 i 2008, la Copa de Campions 2007, el Campionat Nacional d'Escacs Ràpid 2007, i la Lliga Nacional Femenina els anys 2006 i 2009.

## Partides notables
En la primera edició del Magistral de la República Argentina, l'any 1997, hi va tenir lloc una partida en què el GM Vladislav Tkatxov va vèncer el GM Hugo Spangenberg en tan sols 12 jugades, la qual cosa és summament inusual en partides entre jugadors d'aquest nivell.
Hugo Spangenberg (2574) - Vladislav Tkachiev (2638), Villa Martelli, Buenos Aires, 1997

1.e4 e5 2.Cc3 Cf6 3.Cf3 Cc6 4.Ab5 Cd4 5.Ac4 Ac5 6.Ce5 d5 7.Cxd5 Cxd5 8.Dh5 g6 9.Cxg6 Cc2+ 10.Rf1 Df6 11.f3 hxg6 12.Dxd5 Th5 0-1